# Gaschromatographie mit Massenspektrometrie-Kopplung

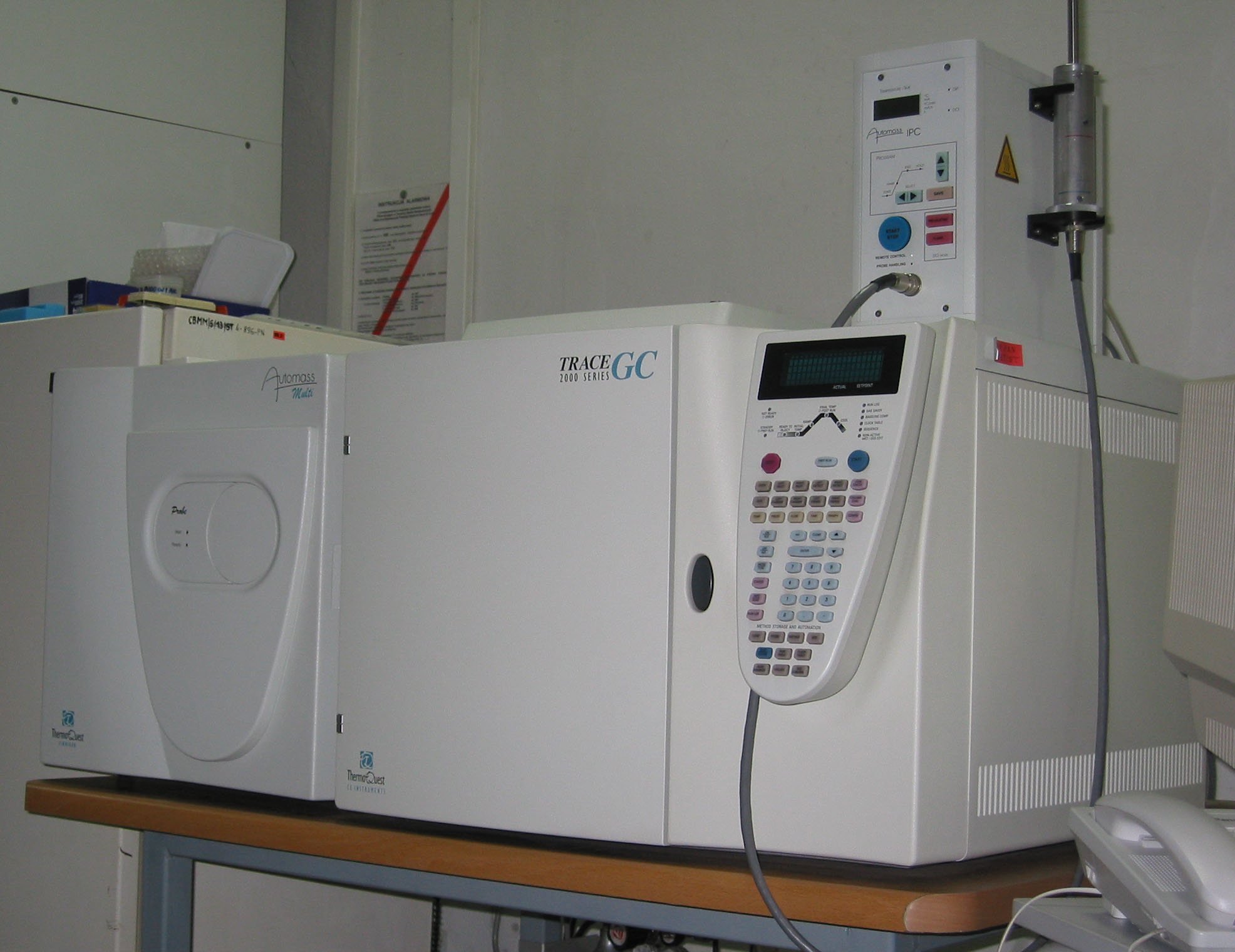
Ein GC-MS-Gerät mit geschlossenen Türen (2005)

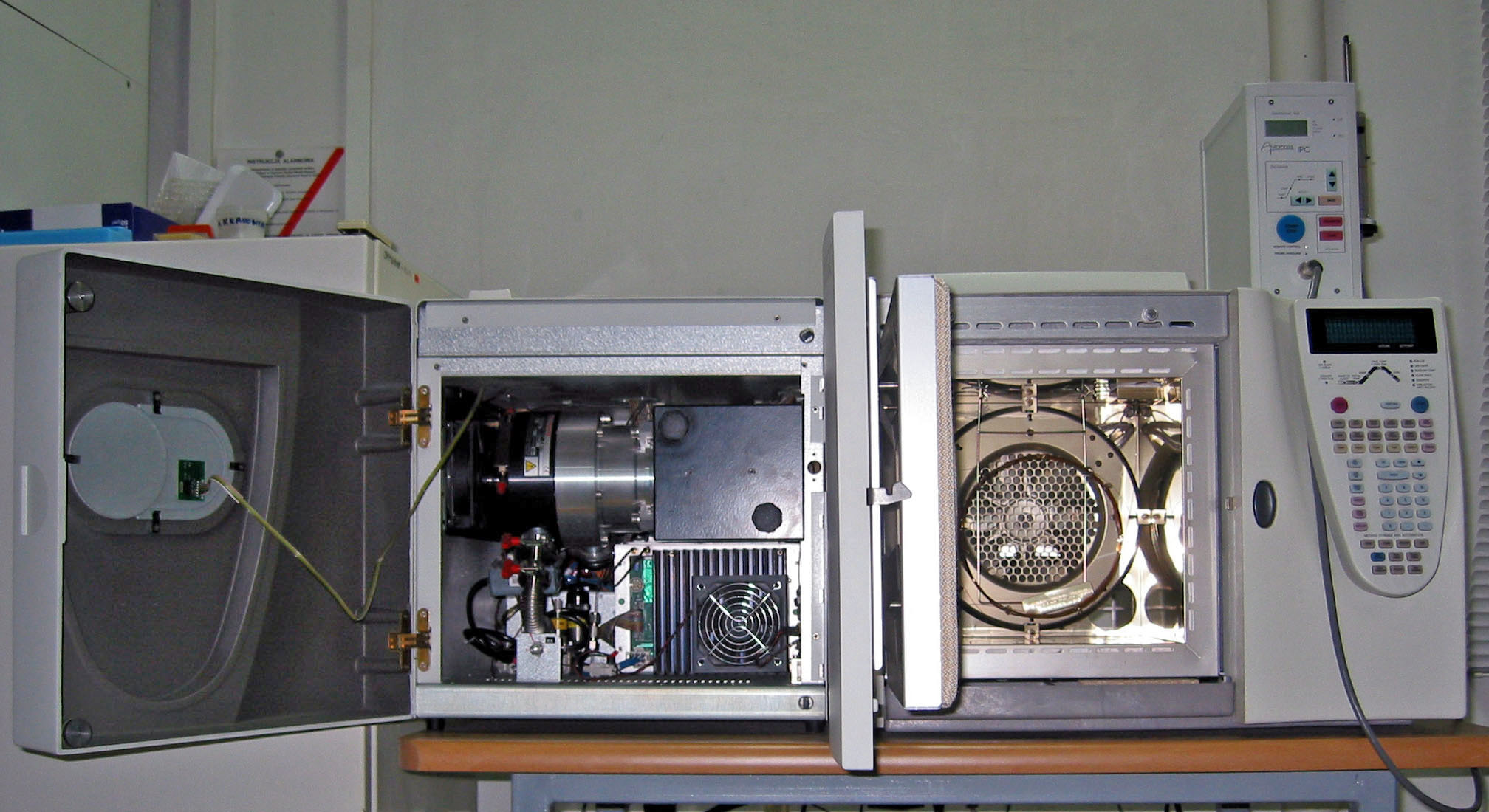
Dasselbe GC-MS-Gerät wie oben mit geöffneten Türen (2005)

Gaschromatographie mit Massenspektrometrie-Kopplung ist ein Verfahren der Analytischen Chemie zur Identifizierung und Quantifizierung organischer Verbindungen. Die Kopplung eines Gaschromatographen (GC) mit einem Massenspektrometer (MS) wird verkürzend auch als GC-MS, GC/MS oder GCMS bezeichnet, im Falle der Tandem-Massenspektrometrie GC-MS/MS oder ähnlich.

## Geschichte
In den 1950er Jahren wurde von Roland Gohlke und Fred McLafferty das erste Mal ein Massenspektrometer als Detektor für eine Chromatographie-Methode eingesetzt. Beide koppelten einen Gaschromatographen mit einem Flugzeit-Massenspektrometer (ToF). Durch diese Methode konnten das erste Mal Substanzgemische in einer Anlage getrennt und identifiziert werden. Seit der Entwicklung der Kapillar-Gaschromatographie in den 1970er Jahren werden die Geräte meist über eine beheizte „Transfer-Line“ direkt mit dem Massenspektrometer gekoppelt. Weitere früher übliche Kopplungsverfahren wie „Open-Split“ oder „Moving belt“ sind heute nicht mehr gebräuchlich. Eine weitere Kopplungstechnik, die um das Jahr 2010 Bedeutung erhielt, ist die GC-APCI-MS (auch als APGC bezeichnet), bei der die Gaschromatographie bei Atmosphärendruck mit der Quelle eines HPLC-MS gekoppelt werden kann.

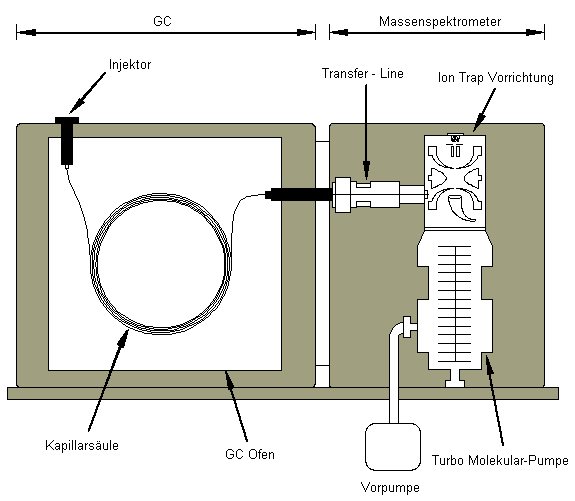
Schema einer GC/MS-Kopplung mit Ionenfallen-MS

## Messprinzip

### Chromatographische Trennung
Der Gaschromatograph dient zur Auftrennung des zu untersuchenden Stoffgemisches und das Massenspektrometer zur Identifizierung und gegebenenfalls auch Quantifizierung der einzelnen Komponenten. Die Trennsäule eines Gaschromatographen besteht aus einem dünnen (Durchmesser ca. 3–6 mm) Edelstahl- bzw. Glasrohr oder bei den meisten moderneren Systemen aus einer 15 bis zu > 100 m langen Fused-silica- bzw. Glaskapillare. Die erstgenannten Trennsäulen werden als sogenannte gepackte Trennsäulen betrieben und finden auch heute noch häufig Verwendung in der sogenannten Prozess-Gaschromatographie. Die Kapillar-Trennsäulen werden dagegen in der analytischen Untersuchung von hochkomplexen Substanzmischungen eingesetzt (s. u.). Einzelheiten zu den Säulentypen und den verwendeten stationären Phasen (Trennflüssigkeiten) finden sich im Beitrag Gaschromatographie. Die Säulen werden im temperierbaren sogenannten Ofenraum von inerten Trägergasen wie z. B. Stickstoff oder Helium als mobiler Phase durchströmt. In diesen Gasstrom wird über den beheizbaren Injektor oder Einspritzblock das verdampfte Stoffgemisch injiziert. Jede Komponente des Stoffgemisches hat durch ihre physikalisch-chemischen Eigenschaften eine charakteristische Mobilität in der Trennsäule, die u. a. vom Verteilungskoeffizienten zwischen stationärer und mobiler Phase bestimmt wird. So können auch sehr komplexe Stoffgemische in ihre Komponenten aufgetrennt werden. Werden einzelne Stoffe nicht getrennt, spricht man von kritischen Paaren.
Aufgrund der physikalisch-chemischen Eigenheiten der Gaschromatographie können nur verdampfbare Substanzen mit entsprechend relativ geringer Molekülmasse (m ca. < 1000 u) untersucht werden. Da heute in der Regel Kapillar-GC-Säulen mit geringem Trägergasfluss verwendet werden, die das erforderliche Vakuum im Massenspektrometer nicht stören, werden die Geräte meist über eine beheizte „Transfer-Line“ direkt gekoppelt. Früher übliche weitere Kopplungsverfahren wie „Open-Split“ oder „Moving belt“ sind nicht mehr gebräuchlich.

### Ionisierung
Nach Durchlaufen der Chromatographiesäule werden die getrennten Stoffe ionisiert. Zur Ionisierung der Substanzen in der Ionenquelle wird meist die EI (electron impact – Elektronenstoßionisation), aber auch die CI (chemische Ionisation) oder FI (Feldionisation) sowie noch etliche andere Ionisierungstechniken genutzt – die Verfahren sind im Artikel Massenspektrometrie näher erklärt. Durch die Ionisierung werden die Moleküle der Einzelsubstanz entweder zertrümmert (EI) oder protoniert (CI) und liegen dann als meist einfach geladene Ionen vor.
Aus den Massenzahlen des Molpeaks (CI), charakteristischer Bruchstücke (EI) und eventuell vorhandenen Isotopenmustern, kann auf die Struktur- und Summenformeln der Substanzen geschlossen werden.
Für die universelle Einsetzbarkeit der GC-MS für die Messung organischer Verbindungen ist insbesondere die Universalität der  Elektronenstoßionisation ein entscheidender Faktor.

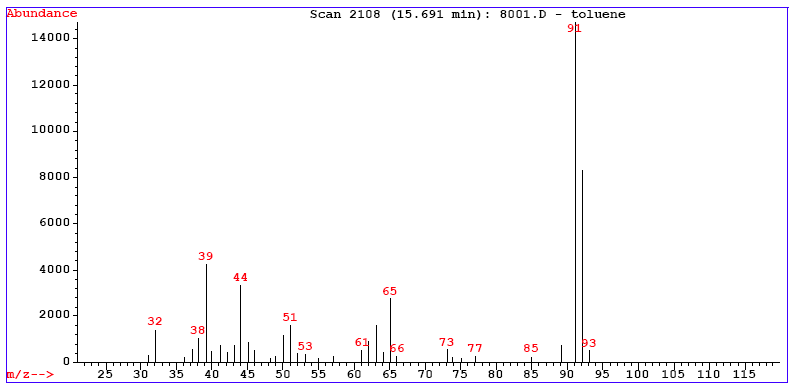
EI-Massensspektrum von Toluol

### Massentrennung und Detektion
Im Analysator oder Massenselektor werden die Ionen durch angelegte elektrische und/oder magnetische Felder nach ihrem Masse-zu-Ladung-Verhältnis {\displaystyle {\frac {m}{q}}} getrennt.
Zur Aufnahme der Massenspektren kommen typischerweise bei einfachen Geräten Ionenfallen- oder Quadrupol-Analysatoren zum Einsatz. Aufwendigere Geräte verfügen über TOF- (Time-of-Flight) Analysatoren.
Als Detektor eingesetzt werden können Photomultiplier, Sekundärelektronenvervielfacher (SEV), Faraday-Auffänger, Daly-Detektoren, Mikrokanalplatten (MCP) oder Channeltrons. Der SEV wird teilweise in Kombination mit einer Konversionsdynode verwendet, bei der die Ionen nach Durchlaufen des Analysators aufgrund einer angelegten hohen Beschleunigungsspannung (bis zu 25 kV) auf eine Metalloberfläche prallen und ein SEV dann die freiwerdenden Elektronen detektiert.
Da Gaschromatographen die Substanzen mit hoher zeitlicher Auflösung trennen können (geringe Halbwertsbreite der Peaks, unterer Sekundenbereich – z. B. < 3 s – ist Stand der Technik), ist es gelegentlich ein Problem für das angeschlossene Massenspektrometer, die Spektren in der erforderlichen Geschwindigkeit aufzunehmen. Um das mögliche Optimum an gewünschter Information zu erhalten, müssen bei noch im Einsatz befindlichen älteren Geräten Kompromisse bei der Spektrenqualität hinsichtlich des zu untersuchenden Massenbereichs und/oder der Nachweisempfindlichkeit gemacht werden. Geräte des Jahres 2005 schafften jedoch bereits über eine Massendekade – das heißt z. B. 10…100 u, oder 50…500 u – fünf und mehr komplette Massenspektren pro Sekunde. Noch schneller kann gescannt werden, wenn man sich zwecks quantitativer Analyse nur für ausgewählte Ionen interessiert und auch nur diese misst (single oder selected ion monitoring mode: SIM); Nachweisgrenzen (dreimal Untergrundrauschen) von 10−14 Mol (entspricht etwa 10 Milliarden Molekülen oder Stoffmengen im Bereich von Billionstel Gramm) und besser sind so pro Analysenlauf möglich.
Substanzgemische, die sich mit GC-MS nicht erfolgreich analysieren lassen, können häufig mit LC-MS (Liquid Chromatography) genauer untersucht werden.
LC hat den Vorteil, dass temperaturempfindliche und/oder hochmolekulare Substanzen in der HPLC nicht verdampft werden müssen, jedoch auch den Nachteil, dass die oben erwähnte Halbwertsbreite der Peaks deutlich größer ist, mithin die zeitliche Auflösung und damit die chromatographische Abtrennung von ähnlichen Substanzen mit vergleichbarer Retentionszeit schlechter ist (doch auch hier haben neuere Entwicklungen ab ca. 2003 zu qualitativen Sprüngen geführt). Es fehlt der LC-MS aber immer noch ein universell für alle Substanzgruppen gleichermaßen universell einsetzbares Ionisationsverfahren wie das der EI (electron impact) bei der GC-MS.

## Anwendungsgebiete von GC-MS

Analyse der Zusammensetzung von Bitumen aus einer archäologischen Grabung mit OpenChrom

Exemplarische Nennungen, zu Einzelheiten der qualitativen und quantitativen Analytik bzw. Spurenanalytik siehe auch die jeweiligen Fachgebiete:
- Archäometrie
- Forschungsaufgaben in der Physiologie
- Analytik in der Rechtsmedizin
- Analytik in der Lebensmittelchemie, zur Bestimmung von Lebensmittelinhaltsstoffen und Fremdstoffen
- Aroma- bzw. Geruchsstoff-Analytik in der Sensorik
- Umweltanalytik für praktisch alle Matrices
- Dopingkontrollen von Harn- und Blutproben
- klinisch-chemische Labordiagnostik, insbesondere in der Hormonanalytik und für niedermolekulare Tumormarker
- Analytik in der Toxikologie, auch in der Kampfstoffanalytik bzw. in Fragen des Bioterrorismus
- Aufgaben in der Analytik und Forschung in der Pharmazie und Pharmakologie
- Analytik in der Kunst (Bindemittel, Lacke usw.)
- Analytik von Stoffgemischen in der chemischen Ökologie (Pheromonzusammensetzungen, Pflanzenduftstoffe etc.)